# Susanne Georgi
Susanne Georgi (właśc. Susanne Jonah-Lynn Georgi, ur. 27 lipca 1976 w Danii) – duńska piosenkarka i prezenterka mieszkająca i pracująca w Andorze.
Rozpoczęła karierę w zespole Me & My, który założyła z siostrą, Pernille Georgi. 2009 roku wzięła udział w Konkursie Piosenki Eurowizji jako reprezentantka Andory, gdzie zajęła piętnaste miejsce w pierwszym półfinale za wykonanie utworu La Teva Decisió (Get A Life). Mieszka i pracuje w Andorze.